# Fundación Teatro Nacional
La Fundación Teatro Nacional es una entidad sin ánimo de lucro, fundada en 1978 por la actriz y directora colombo-argentina Fanny Mikey. Durante su trayectoria ha formado a reconocidos actores de la escena nacional como Jairo Camargo.
Actualmente cuenta con tres salas activas en la ciudad de Bogotá: el Teatro Nacional Calle 71 en la Localidad de Chapinero, el Teatro Nacional La Castellana en la Localidad de Barrios Unidos y La Casa del Teatro Nacional en Teusaquillo.

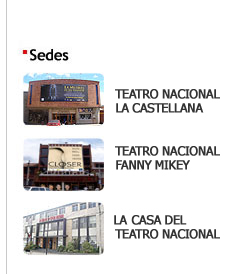

## Historia
La Fundación Teatro Nacional nació a raíz de una iniciativa de Fanny Mikey, actriz, empresaria y directora colombo-argentina en la ciudad de Bogotá. Mikey llevó a cabo no solo la Fundación sino que también el Festival Iberoamericano de Teatro con el exministro de cultura y director Ramiro Osorio del Teatro Mayor Julio Mario Santo Domingo de Bogotá, en 1988 como parte de la celebración de los 450 años de Bogotá y que ha traído a nuestro país cientos de compañías de teatro, circos. Es el festival más grande del mundo de este tipo, considerado uno de los eventos culturales más importantes.
En el año 1981 es la apertura de su primera sede, el Teatro Nacional Calle 71. En 1988 crea el Festival Iberoamericano de Teatro de Bogotá, que constituye como una entidad independiente, que le genera reconocimiento y posicionamiento en el panorama teatral internacional. En 1990 abre su segunda sede, el Teatro Nacional La Castellana una sala para la producción y programación de obras de gran formato. En 1994 abre su tercera sede, La Casa del Teatro Nacional.
De igual manera, desde el año 2000 adelanta el Proyecto Pedagógico, un programa especializado, dirigido al público escolar que busca acercar a niñas, niños, jóvenes y maestros al mundo de las artes escénicas La Fundación Teatro Nacional. En el 2013 crea el Festival de Teatro Estudiantil.